# Jorge de Paiva
Jorge de Paiva, né le 13 mai 1887 et mort le 12 mai 1937, est un escrimeur portugais, ayant pour arme l'épée.

## Biographie
Il est médaillé de bronze olympique d'escrime dans l'épreuve d'épée par équipes lors des Jeux olympiques d'été de 1928 à Amsterdam, après avoir terminé quatorzième en individuel et quatrième par équipes en 1920 à Anvers et quatrième par équipes en 1924 à Paris.